# Resveratrol
Resveratrol je přírodní antioxidant, polyfenol a derivát stilbenu vyskytující se v těle některých rostlin. Přisuzují se mu léčivé účinky na řadu onemocnění. Záležitost je nicméně kontroverzní a zatímco některé odborné publikace tyto účinky spíše zpochybňují, jiné s ní pracují jako s faktem a dokládají je vědeckými výsledky. Látka se pro své údajné antioxidační a antibakteriální účinky používá jako součást volně prodejných doplňků stravy.

## Výskyt
Resveratrol není běžnou rostlinnou látkou, nicméně vyskytuje se u poměrně širokého spektra různých druhů zeleniny a ovoce. Byl nalezen ve slupkách a jadérkách modré révy vinné (Vitis vinifera), arašídech (Arachis hypogaea), slupkách a jadérkách černého rybízu, v borůvkách, v moruších (odrůdy s tmavšími plody), v kakau, v kořenu křídlatky kopinaté (Polygonum cuspidatum; extrakt z této rostliny se označuje jako cholikan) a ve slupkách grapefruitu (Citrus paradisis).
Litr červeného vína obsahuje asi 0,2 až 5,8 mg resveratrolu v závislosti na odrůdě. Bílé víno obsahuje resveratrolu méně, důvodem je zřejmě kratší doba lisování a tedy kontaktu mezi slupkou a dužninou hroznu.

## Účinky
Předpokládá se, že díky své schopnosti blokovat androgenní receptory má pozitivní vliv na prevenci rakoviny prostaty, ale chybí klinické důkazy. Nedávné články ve významných vědeckých časopisech uvádí i schopnost resveratrolu aktivovat sirtuin SIRT1 a tím například upravovat krevní tlak, modulovat imunitní systém a energetický metabolismus. Účinky resveratrolu byly dále prokázány in vitro, tj. v laboratoři, na některých virech. U většiny testovaných virů má resveratrol inhibiční účinek na jejich replikaci. Tento účinek byl prokázán u lidských herpesvirů (HSV-1, 2), chřipkových virů, cytomegaloviru, viru Epstein-Barrové a některých živočišných virů (např. u viru způsobujícího Africký mor prasat inhibuje replikaci z 98–100 %). Bohužel na některé viry má resveratrol stimulační účinek, např. na lidský virus hepatitidy C. 
Resveratrol je velmi kontroverzní léčivou látkou a některé studie, které jeho účinnost vyvrací, jsou emocionálně označovány jako „hřebíky do rakve“ resveratrolu. Podle takových průzkumů resveratol nesnižuje počet úmrtí, ani zánětlivých onemocnění, ani infarktů, mozkových příhod či nádorů. Celá záležitost je také zatížena podezřením z vědeckého podvodu, který měl spáchat odborník na resveratrol profesor Das.
Skupina vědců v Polsku prokázala, že je-li resveratrol podáván současně s některými prvky, např. měď, zinek, tak u laboratorních potkanů dochází k závažnému snižování aktivity enzymů (katalázy, glutathion peroxidázy), které brání peroxidaci buněčných membrán. To v konečném důsledku vedlo ke zvýšení výskytu nádorů u testované skupiny potkanů, která byla vystavena účinkům karcinogenu, oproti kontrolní skupině potkanů. 